# ویتوریو فابریس
ویتوریو فابریس (انگلیسی: Vittorio Fabris؛ زادهٔ ۲۲ مارس ۱۹۹۳) بازیکن فوتبال اهل ایتالیا است.
از باشگاه‌هایی که در آن بازی کرده‌است می‌توان به باشگاه فوتبال پادوا اشاره کرد.